# Lista cu cetățenii de onoare ai municipiului Brașov

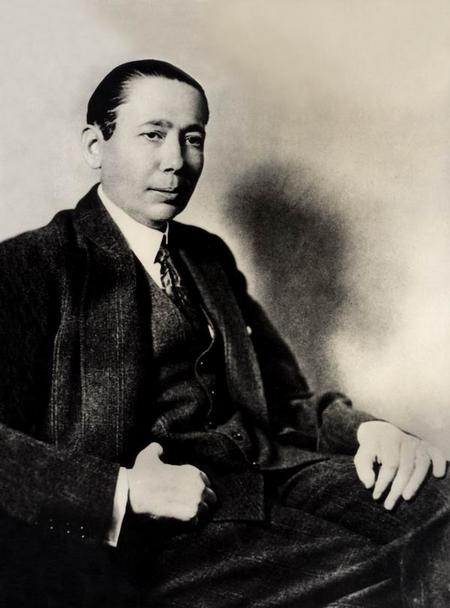
Nicolae Titulescu - Primul cetăţean de onoare al municipiului Braşov

Monumentul rezistenţei anticomuniste

Începând cu 1992, Primăria municipiului Brașov a acordat titlul de cetățean de onoare al municipiului, uneori post-mortem, acelor brașoveni care s-au distins în mod deosebit în diverse domenii, ori persoanelor care și-au adus contribuția la dezvoltarea orașului și promovarea sa.
- Nicolae Titulescu (din 1992)
- Veteranii de război decorați cu Medalia de „Cavaleri ai Ordinului Mihai Viteazul” (din 1993)
- Ilie Ilașcu (din 1994)
- Bondoc Ionescu și Erich Bergel (din 1996)
- Norbert Detaeye (din 1996)
- Christiane Baillaud (din 1996)
- Liviu Cornel Babeș (din 1996)
- Eroii martiri căzuți în Revoluția din decembrie 1989 (din 1996)
- Hans Bergel (din 1996)
- Iosif Tismănar (din 1997)
- Prof.Dr.Ec.Ing. Emil G. Negulescu (din 1997)
- Ion Țiriac (din 1997)
- Participanții la revolta din 15 noiembrie 1987 (din 1997)
- Ștefan Baciu (din 1998)
- Lucia Portmann (din 1998)
- Cei 231 de membri ai Filialei Județului Brașov a Asociației Foștilor Deținuți Politici (din 1999)
- Ion Corneliu Vasiliu (din 1999)
- Wanyorek Constantin (din 1999)
- Erika Kern Și Robert Kern (din 1999)
- Norbert Petri (din 1999)
- Dinu Niculescu (din 1999)
- Dumitru Dorin Prunariu (din 1999)
- Mariana Nicolesco (din 1999)
- Dieter Nisipeanu (din 1999)
- Mihai Claudiu Covaliu (din 2000)
- Foști deținuți politici, membri ai Filialei Județene a Asociației Foștilor Deținuți Politici din România (din 2000)
- Ticu Dumitrescu (din 2000)
- Membrii Asociației 15 Noiembrie Brașov (din 2002)
- Mihai Ivăncescu (din 2002)
- Tănase Tănase (din 2002)
- Prof. Bularca Valeriu și Ferariu Gheorghe (din 2002)
- Virginia Itta Marcu (din 2003)
- Daisuke Soga (din 2003)
- Dr. Laurian Taus (din 2003)
- Gamulea Florea (din 2003)
- Camelia Csiki (din 2004)
- Graham Perolls (din 2004)
- Uhrich Petric Ernest (din 2004)
- Monseniorul Profesor Doctor Martin Luley (din 2004)
- Prof. Dr. Binder Pal (din 2005)
- Prof. Reiff István (din 2005)
- Dr. Cristian Mihăilescu (din 2005)
- Gotca Andrei Constantin (din 2006)
- Cristian Mandeal (din 2006)
- Horia Andreescu (din 2006)
- Dr. Radu Popeea (din 2006)
- Hittjo H. Kruyswijk (din 2006)
- Dr. Alexandru Curea (din 2006)
- Rares Eugen Dumitrescu (din 2009)
- Radu Prișcu (din 2010)
- Alexandru Surdu (din 2010)
- Stela Popescu (din 2017)

Lista completă, cu motivele acordărilor acestui titlu, poate fi găsită aici Arhivat în 23 octombrie 2012, la Wayback Machine..